# Cerro Michina
Cerro Michina är ett berg i Bolivia. Det ligger i den sydvästra delen av landet, 500 km sydväst om huvudstaden Sucre. Toppen på Cerro Michina är 5 759 meter över havet, eller 263 meter över den omgivande terrängen. Bredden vid basen är 2,8 km.
Terrängen runt Cerro Michina är huvudsakligen kuperad, men söderut är den bergig. Trakten runt Cerro Michina är nära nog obefolkad, med mindre än två invånare per kvadratkilometer.. Det finns inga samhällen i närheten.
Trakten runt Cerro Michina är ofruktbar med lite eller ingen växtlighet.